# Edwin Bergner

Bergner vor dem Buchenwaldtor von seinem Buchenwaldfreund aus Kassel, dem Polen Kazimierz Nowicki photograpiert.

Edwin Bergner (* 27. Oktober 1903 in Crivitz; † 27. März 1980) war ein deutscher Kommunal- und Landespolitiker (KPO/SED) und erster Direktor der Nationalen Mahn- und Gedenkstätte Buchenwald.

## Leben

Bergner privat, wahrscheinlich mit seiner Frau.

Bergner stammt aus einer sächsischen Arbeiterfamilie. Sein Vater war Weber, die Mutter Stenotypistin. In Gera besuchte er die Volksschule, danach nahm er eine Lehre zum Maschinenschlosser auf und arbeitete in diesem Beruf. Über die Mitgliedschaft in einem Arbeitersportverein wuchs er in sein politisches Engagement hinein. 1922 trat er der Kommunistischen Partei Deutschlands (KPD) bei und wurde später Mitglied der Unterbezirksleitung Gera. 1928 schloss er sich der KPD-Opposition an und wurde deren Geraer Organisationsleiter. Weil er 1933 die illegale antifaschistische Arbeit fortsetzte, wurde er 1934 verhaftet und in verschiedenen Zuchthäusern – u. a. im Geraer „Torhaus“ – und 1939 bis 1945 im KZ Buchenwald mit der Häftlingsnummer 2837 inhaftiert. Hier war er gemeinsam mit Richard Eyermann in einem Block untergebracht. Vom 23. August 1943 bis 28. März 1945 war er dem KZ-Außenkommando Kassel zugeteilt. Kurt Leonhardt, der Lagerälteste Joseph Schuhbauer, Richard Krauthause und Edwin Bergner bildeten in Kassel das sogenannte illegale KPD-Parteiaktiv. Die wichtigsten Ziele des Parteiaktivs waren, einen positiven Einfluss auf die Wachmannschaft zu erlangen und die politische Arbeit unter den ausländischen Mithäftlingen voranzutreiben. Vgl. dazu den Bericht des ehemaligen deutschen Häftlings Josef Peschke (Buchenwald-Archiv 6225-2).
Nach der Befreiung der Häftlinge im KZ Buchenwald durch die 3. US-Armee im April 1945 nahm er mehrere Funktionen in den neugebildeten Verwaltungen wahr: als Mitglied des Antifa-Ausschusses Gera, stellvertretender Leiter des Wohnungsamtes, ab 1949 Leiter der Hauptabteilung Personal und Schulung im Thüringer Innenministerium für die Entnazifizierung der Verwaltungen zuständig. Nach einer parteiinternen Kritik an seinem Verhalten besuchte er die Landesparteischule der SED. Anschließend wurde er als Landtagsdirektor eingesetzt. Von 1952 bis 1961 übte er die Funktion des Vorsitzenden des Rat des Kreises Erfurt-Land aus. Ab 1969 war er Direktor der Nationalen Mahn- und Gedenkstätte Buchenwald.

## Ehrungen und Auszeichnungen
- Im Jahre 1983 erhielt die Polytechnische Oberschule (POS) in Buttelstedt den Namen Edwin Bergner. Nach der Wende wurde sie in Schule Am Lindenkreis umbenannt.[3] 1968 wurde ihm der Orden Banner der Arbeit und 1973 der Vaterländische Verdienstorden in Gold verliehen.[4][5]